# げんこつ岩太
『げんこつ岩太（げんこつがんた）』は、秋田書店『月刊少年チャンピオン』で1977年5月号から9月号まで連載された中沢啓治によるアクションコメディ漫画。
中沢啓治作品は代表作『はだしのゲン』を筆頭に、反戦・反核平和を題材にした作品が多いが、本作にはそれらの要素はほとんどなく、アクションと過激なギャグを主体としている。事情により5回で連載が中止になった。

## あらすじ
天涯孤独の少年・岩太が母に純金の墓を建てるため、喫茶店「スナックげんこつ」を切り盛りする傍ら、相棒の浪人生・新介とともに悪人退治を引き受けたりと金儲けに奮闘する。

## 登場人物
岩太（がんた）
本編の主人公。母を亡くして、その純金製の墓を建てるため日夜金儲けにハッスルする。ハチャメチャな性格な一方で正義感が強く、毎回金稼ぎのために荒修行で鍛えた拳骨を武器に、弱者を虐げる悪人や権力者たちを葬り去る。時には相手の顔が変色するほどのオナラや、水族館から盗んだ電気ウナギを投げつけて攻撃することもあった。首から下げている数珠には強力な爆薬を仕込んであり、第一話で3人の強盗団を一掃した。キメ台詞は「判決！地獄行き決定ー！」。四話で13歳と分かる。
岩太の技・特殊能力
ゲンコツ
荒修行で鍛えたゲンコツで岩太の代名詞。どのエピソードでも使われており、その威力は大概の相手をふっ飛ばす。
数珠玉
第一話に登場。首から下げた数珠に火薬を仕込み、投げつけて金庫破りの悪党3人を倒した。
オナラ
第二話では町中で放屁したが、猛烈な爆音と悪臭を伴う威力を持つ。ある未亡人を裏口入学で騙し、ガス自殺に追い込んだ教授二人を懲らしめた際には、芋と豆類で威力を高めて三日三晩もオナラで責め、相手の顔は黄色く変色した。
ウナギ
旨そうに見えるが実はデンキウナギ。第三話で使われた。預かった少年春男の両親を麻薬中毒にした麻薬密売組織5人めがけて投げつけ、全員を感電させた。なお、ウェットスーツを着込んでいた岩太には効かなかった。大学の水族館から盗んできたものであり、使用後は元の水族館に戻された。
嗅覚
第四話で誘拐された少年の父と犯人とが同じ芳香がする香水を付けていると見抜いた。なお、その香りの正体は伽羅の香木。
ゴキブリ
岩太はゴキブリを毎日食べて元気を付け、オバケの祟りが通用しない身体になっている（ただし自負なので詳細は不明）。
新介
岩太の相棒。大学受験を何度も失敗している浪人生で、そのことをいつも岩太におちょくられている。電子工学部の出身で盗聴器つきの腕輪を作るなど、メカに強い。また、点字を読むこともできる。新介は岩太のように戦わないが、浪人生としての学力と知識を生かして岩太を助ける。
点字解読
ボランティアに参加して盲人用の点字本を作った経験あり。岩太からは「スケベでケチのお前がねえ」と皮肉られたが、息子を人質にされた元・金庫破りの男性を助けるきっかけになった。
盗聴機付きの腕輪作り
裏口入学させると偽って金をだまし取っていた教授一味の証拠をつかんだ。
歴史や文化の知識
岩太が探していた香水の正体を、武士に愛好された香木と見抜いた。
春男
第三話で岩太の店に母親とともに来た少年。両親と幸せに暮らしていたが、不動産を装った麻薬密売暴力団・鬼人組の陰謀で両親が麻薬中毒になる。そのため、大好物のうな丼が食べたいと言っただけで禁断症状気味の母に暴力を受ける。
当初は岩太にデベソ怪獣なる怪物役をさせるなどおちょくっていたが、岩太の尽力で暴力団を懲らしめ、両親が助かったことからお兄ちゃんと慕うようになる（ただし、奇行が絶えない岩太を「バカ」呼ばわりもしている）。両親が中毒を治すために病院へ行った後は岩太の家に預けられ、一緒に活躍する。

### 第一話の人物
良二と母、和尚さん
劇中映画『母子星』に登場した人物。夫を亡くした女性が幼い息子を連れて田舎に帰るが、その途中で病気になって行き倒れる。母親が死んだ息子・良二は助けてくれた寺の住職に頼んで読経を習い、母の菩提を弔う、という内容だが、それを自分の少年時代と重ね合わせた岩太は号泣してしまう。
映画館にいた人々
映画館『金玉座』（きんぎょくざ）で岩太が上映中に泣きじゃくりながらお経を読むのに憤慨した。ついには館主（支配人？）が出てくるが岩太に投げ飛ばされてスクリーンを破く羽目になり、30万もの損害になる。なお、その館主は岩太に怒鳴られ、鼻くそを口に入れられるなど汚れ役。一話のラストで、またしても映画を見て読経しながらオイオイ泣いている岩太の対処に困り果てた。
川村
岩太の店「スナックげんこつ」に来ていた中年男性。過去に金庫破りなど闇の仕事や悪事に手を染めたプロで、その道の連中からはとっつぁんと呼ばれる。息子を救うため点字を学ぶなどして更生していたが、愛息を人質にされたためやむなくサン工業の金庫を破る。岩太の店で注文したトーストに描いた助けを呼ぶ点字を新介が解読したため、岩太が駆け付ける。ギャングに刺されるが岩太に救い出され、血を流しつつも息子が閉じ込められた金庫を開け、親子は再会を果たす。
川村浩
川村の息子。眼病で目が見えないが父親が点字で本などを読めるようにしてくれている。ギャングに捕まり、金庫に入れられて人質にされたが、岩太・新介の活躍で親子無事に救出された。
金庫破りの三人組
スーツを着たギャング風の男、やくざ風のいかつい巨漢、そしてターゲットになったサン工業の守衛。守衛以外の二人は岩太の店で川村と話しており、彼を見張った。トーストの点字から犯行を予測した岩太を、悪党とグルになっていた守衛は殴り倒すが反撃される。川村を半殺しにしたり、岩太のパンチを喰らいながらナイフで立ち向かうものの、数珠爆弾に敗れ去る。三人はすぐに警察行きにはならず、金庫に押し込められる制裁を受けた後に御用となった。

### 第二話の人物
尾山
大学受験を控えた息子を持つ未亡人。夫を「一流大学を出ていない所為でうだつの上がらないみじめな下っ端役人のまま死んだ」と言うほどの極端なエリート志向で、息子の平太郎を一流大学に入れるために橋田に裏口入学を依頼した。しかし騙されていたことに気付き、土地を売ってまで貯めた大金も奪われて泣き寝入りしていた所、岩太にエリート志向を叱責され、それが追い打ちとなってガス自殺してしまう。
尾山平太郎
大学受験を控えた高校生。母が橋田に300万円を払ったことで一流大学への入学が約束されていたが、それは橋田の嘘であり、その結果、金を騙し取られたばかりか、母までガス自殺で失ってしまう。橋田達が岩太達によって警察に突き出された後は、亡くなった母のためにも自分自身の力で正々堂々と大学に合格すべく旅立っていった。
橋田大二郎
大学教授だが、裏口入学のためと装って入学希望者から大金を騙し取る悪行を重ねている。尾山親子から大金を騙し取った結果、尾山の母が自殺。それを知った岩太と新介に逆に騙され、大原との密談を録音された後に殴り飛ばされて便器に頭を突っ込んでしまう。それだけには止まらず三日間も岩太の屁を浴び続ける制裁（尾山をガス自殺させたための、屁というガスによる罰）を受け、顔が黄色く変色するほど苦しんだ後に警察に突き出された。
大原
橋田の共犯者。橋田に詐欺の話を持ち掛けた張本人である。橋田と共に岩太の制裁を受け、悪臭がすっかり染みついてしまった状態で警察に突き出された。

### 第三話の人物
美代
春男の母。些細なことで息子を怒鳴りつけたり、暴力を振るう。しかし元々は善良な母親であり、夫と春男の三人家族で幸せに暮らしていた。しかし家を建てる時に相談した建築会社のセールスマンが実はヤクザであり、栄養剤と装って打たれた麻薬によって夫共々麻薬中毒にされ、貯金も財産も全て麻薬代に巻き上げられてしまった。面倒を見る余裕が無くなった春男を岩太の店に置き去りにしたが、勤めている店のマッチを残してしまったために居場所がばれ、追ってきた岩太に叱責される。鬼人組全滅後は春男を岩太に預け、麻薬中毒の治療のために夫と共に病院へ向かった。
人斬り鉄
暴力団「鬼人組」のヤクザであり、セールスマンを装って春男の両親を麻薬漬けにした張本人。美代を連れ戻しに来た際、立ちはだかった岩太に重傷を負わせる。しかし後に事務所に現れた岩太にデンキウナギを喰らわされ、組員達共々感電死させられた。
通りすがりの女性
スナックげんこつの前を通りかかった女性。岩太に「女性限定のびっくり大サービス」と称したキスをされて激怒し、岩太に自分で頭に岩を落とさせ、散々蹴りつけて去って行った。
電気工事士の二人
電柱に登って工事をしていたが、浮かれた岩太が通行止めを乗り越えて勝手に電線で感電した所為で、怒った岩太から何も非が無いにもかかわらず電柱から落とされてしまった。

### 第四話の人物
大宮信造
大宮重工の社長。息子の信二を何者かに誘拐され、テレビを通じて全国に「息子を助けて欲しい」と訴え、息子を助けた暁には一億円を支払うとまで約束した。真相発覚後は信二を殴りながら心の中でいつも心配していたと打ち明ける。事件を解決してくれた岩太には約束通り一億円を払おうとしたが、直後に会社が倒産してしまい、岩太の手元には一円も入ってくることはなかった。
誘拐犯
大宮信二を誘拐した男で、岩太を身代金の受け取り人兼身代わりに利用する。伽羅の香木の匂いを纏っていたことから岩太に居場所を突き止められ、鉄拳制裁を受ける。その正体は大宮信二本人であり、誘拐事件は全然構ってくれない父を困らせようとした自作自演であった。テレビで訴える父を見て自分が愛されていたことを知ったが、騒ぎが大きくなった所為で家に帰れずにいた。
警察の二人
誘拐犯が身代金を受け取りに来た際に逮捕しようと待ち伏せしていた刑事と婦警。婦警は喫茶店のウエイトレスに変装していた。しかし現れたのは誘拐犯に利用された岩太であったため、犯人と間違えて手錠を掛けてしまう。刑事は岩太に犯人を間違えた非を責められ、婦警は詫びとして岩太にキスされそうになった。

### 第五話の人物
オバケみたいな顔の客
スナックげんこつに来店した男性。涼しさを求める岩太に近所に出るお化けの話を聞かせた。オバケみたいな顔とは岩太の弁。
森川
元警察官の老人。自宅に夜な夜な出るお化けに苦しめられているが、家族は皆先立ったために誰も頼ることができず、ホテルや旅館を転々として逃げ回っていた。しかし金を使い果たし、仕方なく自宅に戻っていた所をまたお化けに苦しめられていた。警察官時代の45年前、出世のために夏子の父を殺人犯にでっち上げて逮捕し、終身刑で40年間閉じ込めた挙句に獄死させた過去を持つ。そのために夏子に復讐されていた。やがてお化けに驚いたことによる心臓発作で危篤状態に陥るが、岩太がいつものように目標を叫んだショックで息を吹き返した。
夏子
森川の身の回りの世話をするホームヘルパー。岩太の亡くなった母に似ている。森川の唯一の理解者であったが、実はお化け騒ぎの犯人である。45年前に父が森川によって冤罪で捕まった所為で人殺しの娘と罵られ続け、結婚もできずに過ごし、母は無念のまま他界した。そのため、両親と自分の人生を奪った森川に復讐するため、死んだ父に似せた作り物のお化けで森川を脅かし続けていた。最後は自らお化けのマスクを被って森川をショック死させようとしたが岩太に阻止される。母に似た夏子に殺人をさせたくなかった岩太に、じきに寿命で死ぬ人間を殺して本当の殺人犯になるよりも自分が楽しく生きることを考えるように諭され、復讐をやめた。

### その他
自由犬
スナックげんこつの周りをいつもうろつく謎の酔っ払い犬。二足歩行で歩き、人語を話す。岩太が何かする度に脇で毒舌を吐いて罵る。第二話の扉絵で岩太が読者に向かって「名前をつけてやって」と募集したが、当人（犬）は拒否していた。
宇宙人のストリッパー
岩太の妄想の中の存在。なぜか岩太は宇宙人が地球にストリップ公演にやってくることを心待ちにしており、「面白いこと」「重大なこと」と聞かされるといつも想像する。

## 単行本
以下の作品集に収録されている。
- 「げんこつ岩太」、中沢啓治平和マンガシリーズ・第16巻、汐文社

1987年2月10日初版 ISBN 4-8113-0016-5
- 「げんこつ岩太」、中沢啓治平和マンガ作品集・第33巻、ほるぷ出版 - 1995年の改訂版全集には未収録。

1988年8月初版 NCID BA62373124